# What If (песма Дине Гарипове)
 (срп. Шта ако) сингл је руске певачице Дине Гарипове са којим је представљала Русију на Песми Евровизије 2013. године у Малмеу. Музику и текст песме написали су шведски аутори Габријел Аларес и Јоаким Бјернебрг и руски композитор Леонид Гуткин.
Песма је премијерно објављена 18. марта 2013. године у формату за дигитално преузимање, у оригиналној и караоке верзији. Дужина трајања композиције је 3:04 минута, песма садржи елементе поп музике, соула и кросовера, а оригинални текст написан је на енглеском језику. Уз аудио верзију снимљен је и званични спот. 
Дина Гарипова је на евровизијској сцени песму први пут извела 14. маја 2013. током прве полуфиналне вечери, наступила је под редним бројем 6 и са освојених 156 бодова као другопласирана пласирала се у велико финале. У финалу које је одржано четири дана касније, 18. маја, Дина је наступила под редним бројем 10 и са 174 освојена бода заузела је укупно 5. место. Руска песма је у финалу добила укупно две оцене 12, и то од Естоније и Летоније.